# آشیکاگا یوشی‌زومی

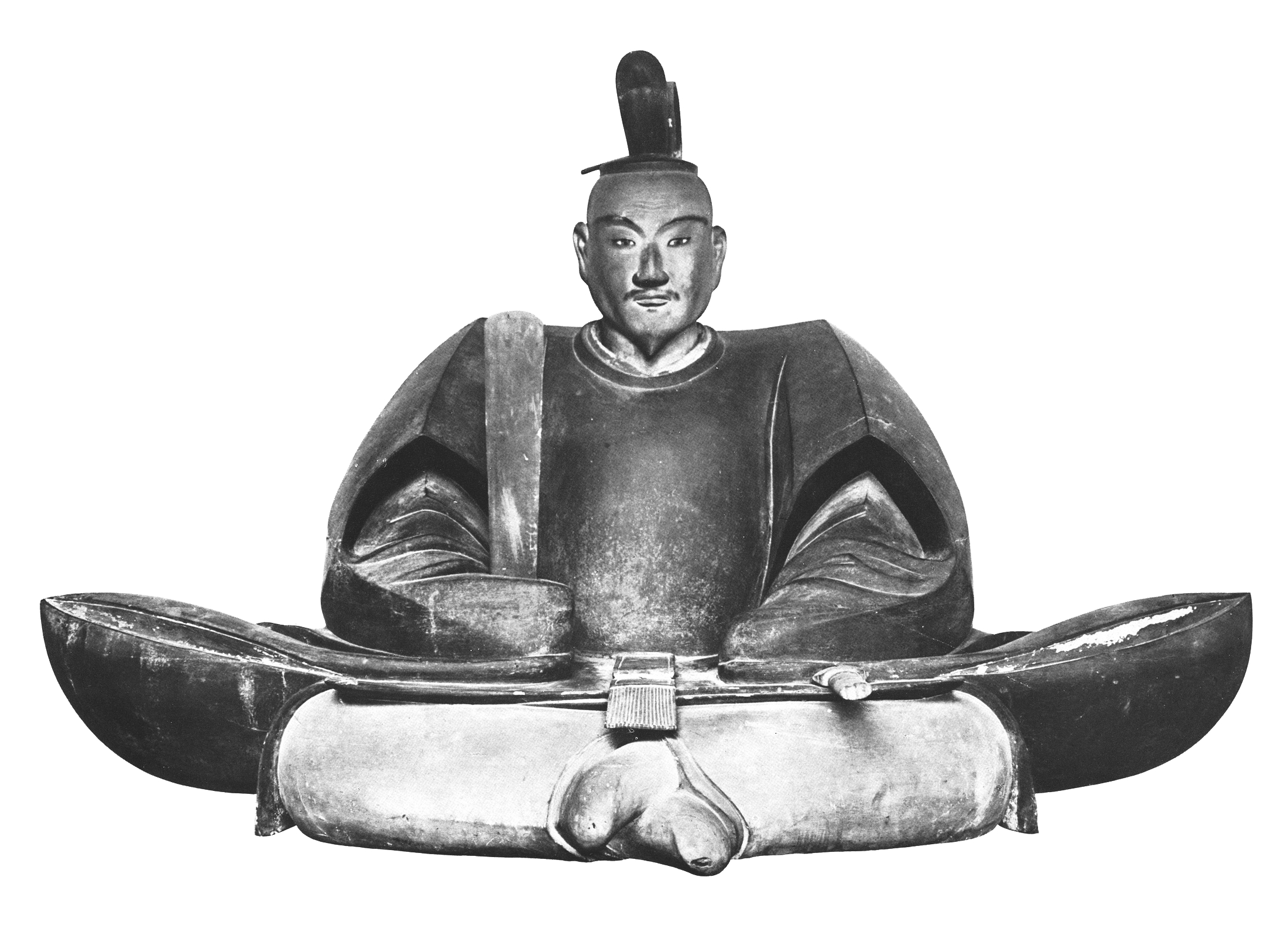
آشیکاگا یوشی‌زومی

آشیکاگا یوشی‌زومی (به ژاپنی: 足利 義澄 Ashikaga Yoshizumi) (۱۵ ژانویه، ۱۴۸۱ – ۶ سپتامبر، ۱۵۱۱) یازدهمین شوگون از شوگون‌سالاری آشیکاگا بود که در طول سال‌های ۱۴۹۴ تا ۱۵۰۸ در دوره موروماچی بر ژاپن حاکم بود. یوشی‌زومی نوه شوگون ششم  آشیکاگا یوشی‌نوری و پسرخواندهٔ شوگان هشتم آشیکاگا یوشی‌ماسا بود.